# Paullinia meliifolia
Paullinia meliifolia là một loài thực vật có hoa trong họ Bồ hòn. Loài này được Juss. mô tả khoa học đầu tiên năm 1804.